# エールフランス007便離陸失敗事故
エールフランス007便離陸失敗事故（エールフランス007びんりりくしっぱいじこ）は、1962年6月3日 にフランスで発生した航空事故である。
パリ＝オルリー空港からニューヨーク・アイドルワイルド空港へ向かっていたエールフランス007便（ボーイング707-328）が、オルリー空港からの離陸時に、機器の故障により滑走路をオーバーランした。乗員乗客132人中130人が死亡した。これは当時としては世界最悪の航空事故であり、また史上初めて100人以上の死者を出したジェット旅客機の事故だった。
事故当時、エールフランスはアトランタに新事務所を設立したばかりで、これがアトランタへ向かう最初の便だった。生存者は機体後部に着席していた2人の客室乗務員だった。

## 事故機
事故機のボーイング707-328（機体記号：F-BHSM）は、1960年に製造され、同年8月24日に初飛行を行っていた。エールフランスには9月21日に納入され、総飛行時間は4,491時間だった。4基のプラット・アンド・ホイットニー製JT4A-9ターボファンエンジンを搭載しており、1基あたりの出力は16,800ポンドだった。

## 事故の経緯

### 乗員乗客と事故までの概要
007便はフランスのパリ＝オルリー空港発、アメリカ・ニューヨークのアイドルワイルド空港経由、アトランタ空港行きの国際チャーター便であった。乗客の搭乗に時間が掛かったため、予定より大幅に遅れていた。乗客122人中106人がアトランタ・アートの後援者で、アトランタ美術協会の人々も含まれていた。また乗客のうち1人がフランス人で残りはアメリカ人だった。機長は39歳男性で、副操縦士は40歳男性、航空機関士は42歳男性だった。その他、7人の客室乗務員が搭乗していた。8時47分に事故機はオルリー空港へ到着し、D24駐機スポットに駐機した。11時28分、007便は乗客122人全員を乗せて、誘導路13経由で滑走路08へ向かった。また、離陸重量は137,700kgであった。事故当時の気象状況は雲が点在していたものの視程は良好だった。

### 事故の経緯
11時32分、007便は管制官から離陸許可を得た。1,500メートル (4,900 ft)滑走した後、離陸決定速度（V1）の147ノット (272 km/h)に到達した。離陸滑走開始から48秒後、1,800メートル (5,900 ft)地点で離陸速度の158ノット (293 km/h)に達し、パイロットは操縦桿を引いた。目撃者によると、007便の機首は空中にあったが、主脚は滑走路に接地したままだった。2,609メートル (8,560 ft)地点で速度は179ノット (332 km/h)まで達していたが、パイロットは離陸中断を試みた。スポイラーは使用されなかったが、逆推力装置と緊急ブレーキにより徐々に減速し始めた。機体は僅かに左に逸れ始めており、パイロットはフラップを50度まで展開した:20。
150メートル (490 ft)ほどは正常にブレーキが作動したが、その後車輪がロックされ、タイヤから煙が発生した。更に100メートル (330 ft)ほど走ったあと、右主脚のタイヤが破裂した。そのため、機体は急激に右へ逸れたが、パイロットは方向舵の使用により機体の姿勢を回復した。しかし、機体は離陸速度を遥かに上回る160ノット (300 km/h)の速度で滑走路を突き抜けた。滑走路を飛び出た機体は、再び左に急旋回し、左主脚と左翼が分解した。そのまま機体は環状道路を横切り、進入灯に衝突した。その後、セーヌ川の急な土手から落下し、40度の角度で地表に激突した。機体前方部は、家とガレージに衝突し、残りの部分は100メートル (330 ft)ほど先まで滑走して停止した:20。走行中に火災が発生し、機体の主要部分は炎に包まれた。

### 救助活動
11時34分に最初の消防車が現場に到着し、4分後にはその他6台が到着した。11時40分に3台の救急車、2台のクレーン車、2台のトラックが到着し、11時45分に重傷を負った3人の客室乗務員が救助された。3人はいずれも、比較的原型を留めていた機体後部で発見されており、その他のコックピットや客室部分は衝撃と火災により完全に破壊されていた。病院に搬送後、客室乗務員1人が死亡し:14、死者数は130人となった:18。

### 史上最悪の航空事故
この事故は、単独の民間ジェット旅客機で発生した事故で初めて死者数が100人を越えたものである。また、単独機としても当時最悪の死者数であり、航空事故全体を通しても当時2番目の死者数だった。
2019年現在、この事故はエールフランスが起こした事故としては2番目に最悪なもので、フランス史上としては4番目に、ボーイング707としては5番目に死者数が多い。

## 事故調査
フランス航空事故調査局が事故調査を行った。
最終報告書では事故原因として複数のことがあげられた:20。まず、水平尾翼の水平安定板のトリムが不適切な設定になっていたことが判明した。そのため過剰に機首下げの力がかかり、パイロットは通常よりも大きい力で操縦桿を引く必要があった。これに対して機長は十分な力を掛けておらず、パイロットは水平安定板が固着したと考えた可能性がある。それに加えて、水平安定板の調節機構が電気的な故障を起こしており、パイロットがトリムを修正しようとしても不可能であったと推定された。トリム機構の故障の原因は明確にできなかった。さらに、計算された離陸速度も誤っており、事故の要因となったとされた。機長は離陸中断を試みたが、機体を滑走路内で停止させるには遅すぎた:23。
事故後に飛行実験が行われ、水平安定板のトリム設定が誤っていたとしても、ボーイング707は離陸可能であることが確認された。しかし事故当時の状況下で十分な判断を行うには、機長の事前知識は十分ではなかった。

## 事故後

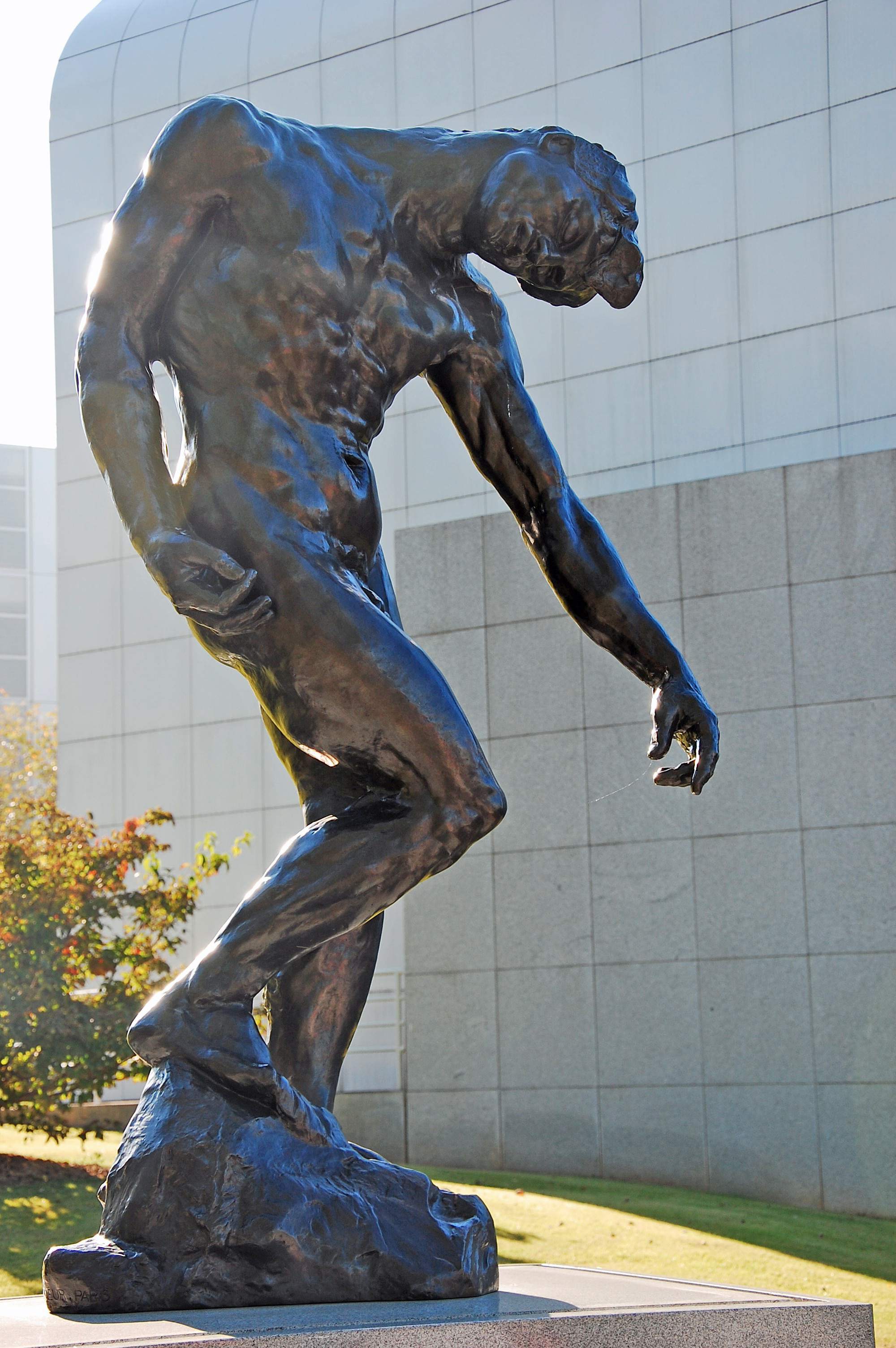
オーギュスト・ロダン作「The Shade」、ルーブル美術館からアトランタ・メモリアル・アートセンターへ寄贈された

アトランタ美術協会は、犠牲者を弔うためにアトランタ・メモリアル・アートセンターを建設した。パリのルーブル美術館は、そこへオーギュスト・ロダンの作品を複数寄贈した。また、アトランタで一時的にジェームズ・マクニール・ホイッスラー作の灰色と黒のアレンジメント-母の肖像が展示された。
この事故は、アメリカ国内で人権擁護運動が行われていた最中に起きた。キング牧師とハリー・ベラフォンテは007便の事故を受けて、アトランタで行う予定だった座り込みを中止した。一方で、ネーション・オブ・イスラムのマルコム・Xはロサンゼルスで以下の演説を行った。
とても素晴らしい発表をしたいと思います。今日、神から電報を頂いた。我々の祈りを、フランスで叶えたとおっしゃった。120人以上の白人が乗った飛行機を墜落させた。なぜなら、イスラム教徒は目には目をを信じているからだ。我々は祈り続け、神やヤハウェ、アッラーが毎日別の飛行機を落としてくださることを願う。（I would like to announce a very beautiful thing that has happened…I got a wire from God today…well, all right, somebody came and told me that he really had answered our prayers over in France. He dropped an airplane out of the sky with over 120 white people on it because the Muslims believe in an eye for an eye and a tooth for a tooth. But thanks to God, or Jehovah, or Allah, we will continue to pray, and we hope that every day another plane falls out of the sky.）

これに対し、ロサンゼルス市長のサム・ヨーティーは、この演説は「悪魔が持つ歪んだ心のようなもの（This shows the distorted type of mind this fiend has）」だと発言した。また、キング牧師もこの演説に賛成しなかった。マルコムは、その後「メッセンジャーはもっとやるべきだった（The Messenger should have done more）」と言い、これによりマルコムは全国から注目を受けた。

## 作品
この事故を受けて、アンディ・ウォーホルは、事故を扱った初めての作品である「129 Die in Jet!」を描いた。これは、1962年6月4日発刊のニューヨーク・デイリー・ミラー紙の一面写真を元にしたものであった。ウォーホルがこれを描いた当時、死者数は129人だった。

## 便名
2019年現在、エールフランスはジョン・F・ケネディ国際空港-パリ＝シャルル・ド・ゴール空港線で7便を運航している。使用される機材はエアバス A380-800で、往路の6便はニューヨーク止まりになっている。